# IC 374
IC 374 је спирална галаксија у сазвјежђу Бик која се налази на листи објеката дубоког неба у Индекс каталогу.
Деклинација објекта је + 16° 38' 6" а ректасцензија 4h 32m 32,8s. Привидна величина (магнитуда) објекта IC 374 износи 14,9 а фотографска магнитуда 15,7. IC 374 је још познат и под ознакама MCG 3-12-1, CGCG 467-1, ARAK 107, PGC 15474.